# Bracteat (monedă)

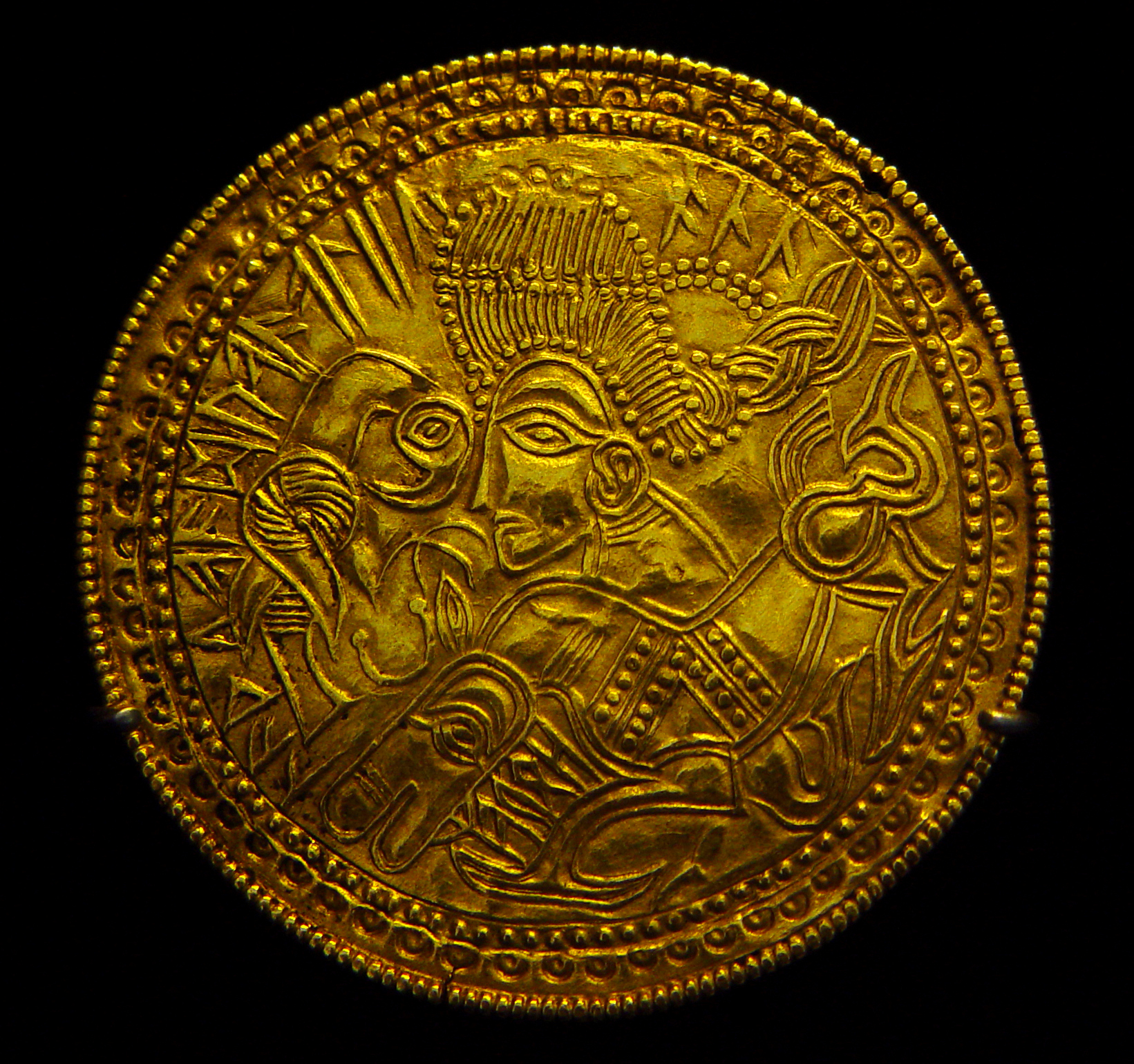
Bracteat danez
(Muzeul Național al Danemarcei); inscripția runică circulară poate fi citită ca:
houaz laþu aaduaaaliia a-- sau houaz / laþu aa duaaalii(a) / al(u), unde houaz se traduce prin „Cel Înalt”, adică unul din numele lui Odin.

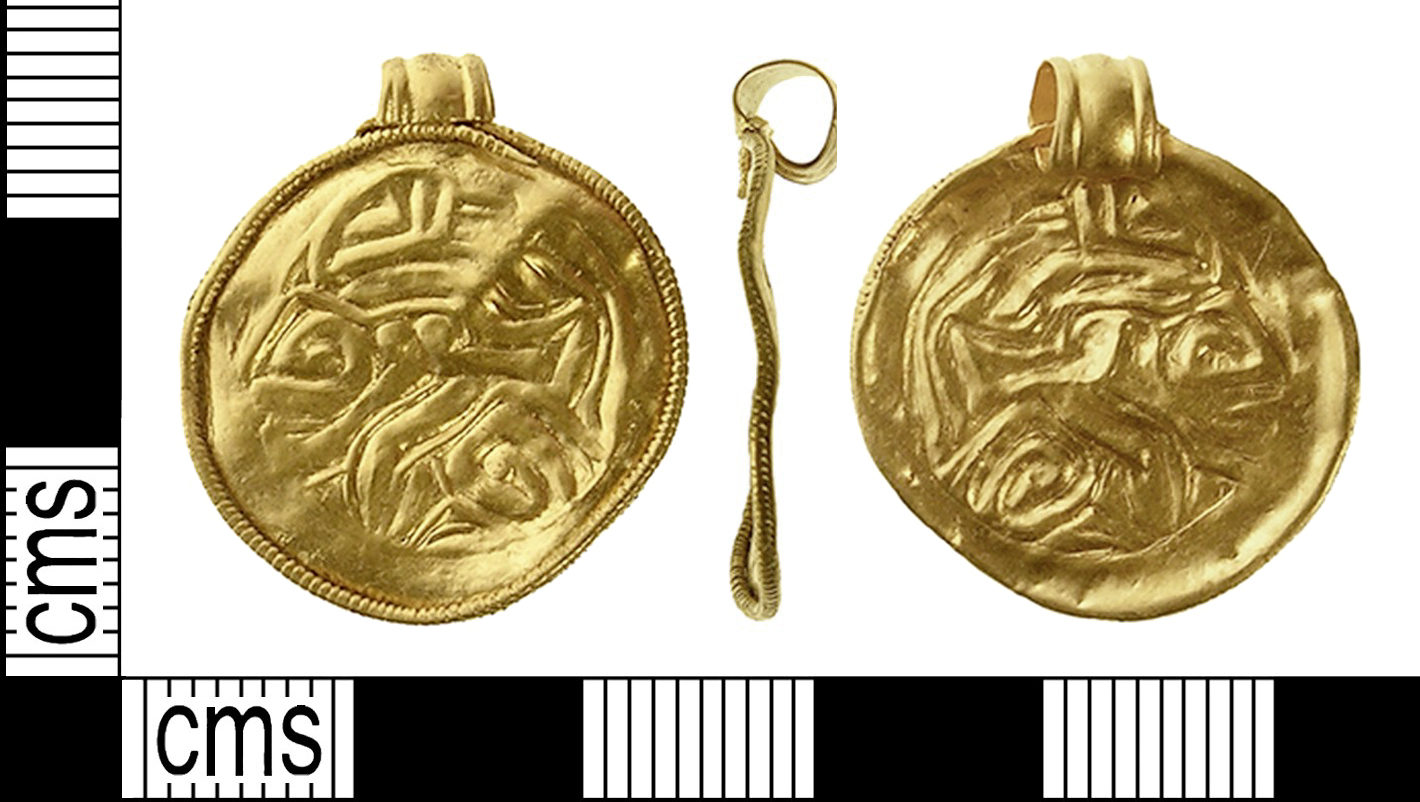
Bracteaţi de aur din Insula Man.

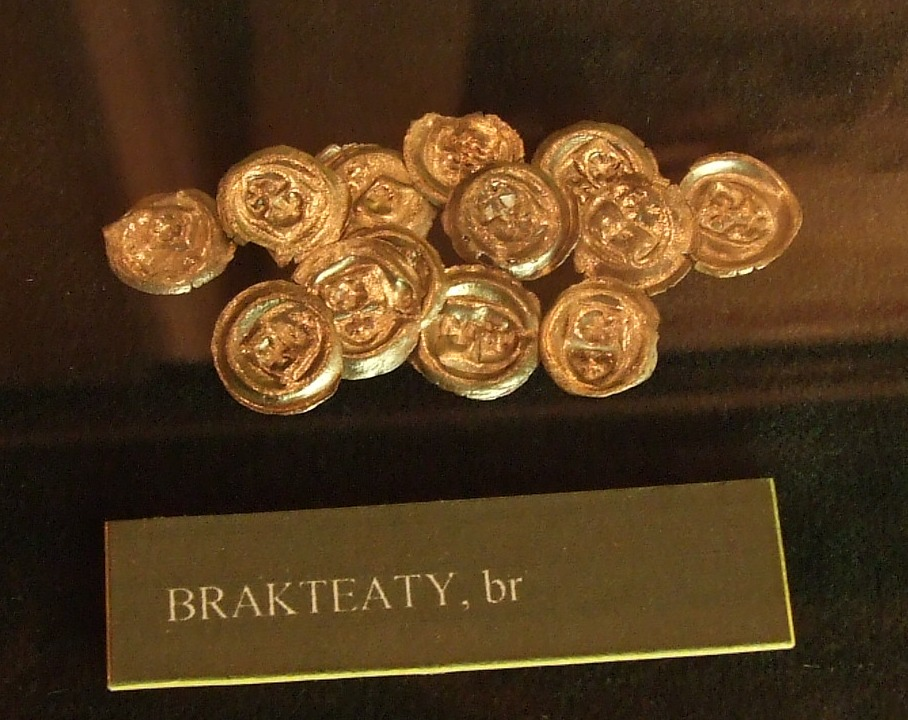
Bracteaţi polonezi
(Muzeul din Elbląg).

Bracteatul, cu varianta de genul feminin, bracteată, desemnează un tip de monedă sau de medalie, plată, uneori concavă, și subțire, de aur sau de argint, la care amprenta este în relief pe avers și cu adâncituri pe revers (bătută pe o singură parte). A fost emisă îndeosebi în Europa Nordică și Centrală, în Antichitatea târzie și în Evul Mediu

## Etimologie
Cuvântul românesc bracteat provine din franceză bractéate. În franceză, a fost împrumutat din  latină bracteatus, bracteata, bracteatum: „acoperit cu foiță de aur”, „aurit”. Acesta este un derivat al substantivului latinesc bractea, bracteae: „lamelă metalică”, „foiță (de aur)”

## Istoric
Bracteații au apărut începând din secolul al V-lea în Europa de Nord, care se afla în Epoca Fierului Germanică; numeroase piese au fost descoperite în Danemarca, în Norvegia, în Suedia, în Germania și în Anglia.
Bracteații medievali sunt monede de argint, în relief și cu adâncituri, cu un diametru de 22 până la 55 mm. Din această epocă, bracteații s-au răspândit în Europa Centrală, îndeosebi la huni.
De același tip ca și la monedele romane, motivele prezente pe bracteați sunt reprezentarea unor personaje importante (suverani și personaje mitologice) și animale, în stil animal, caracterizat prin reprezentări de animale și păsări, care a fost una din particularitățile artei scandinave în epoca migrației popoarelor germanice.
Semibracteații se foloseau în sudul Germaniei și în Elveția. Frecvent, bracteații au fost tăiați în două sau în patru pentru nevoi comerciale. Aceste piese constituiau unica diviziune a pfenigului bracteat, până pe la mijlocul secolului al XIII-lea, epocă în care s-a început baterea bracteaților numiți Haelblinge apoi Scherfe care erau evaluați la jumătate de pfenig.
În jurul Mediteranei, au fost bătuți bracteați odată cu cucerirea musulmană a Magrebului.

## Caracteristici
Istoricul danez Christian Jürgensen Thomsen, specialist al Evului Mediu, a clasat bracteații după tipuri. Aproape o mie de bracteați au fost deja descoperiți în Europa.
- Bracteați de tip A (circa 88 de specimene): arată fața unei ființe umane, după un vechi model al monedelor imperiale;
- Bracteați de tip B (circa 91 de exemplare): de la unu la trei personaje în picioare, șezând sau în genunchi, adesea însoțite de animale;
- Bracteați de tip C (cel mai bine reprezentat, prin circa 413 specimene): arată capul unui om deasupra unui patruped, adesea interpretat ca fiind zeul germanic Odin / Woden[6];
- Bracteați de tip D (circa 348 de specimene): arată unu sau mai multe animale foarte stilizate;
- Bracteați de tip E (vreo 280 de specimene): arată un animal triskele în interiorul unui motiv circular;
- Bracteați de tip F (circa 17 eșantioane): este un subgrup al clasei D, arătând un animal imaginar;
- Bracteați de tip M (circa 17 eșantioane): bi-fețe imitând medalioanele imperiale romane.